# Augusto Góngora
Augusto José Góngora Labbé (2 de gener de 1952-19 de maig de 2023) va ser un periodista, documentalista i presentador de televisió xilè. Durant la seva carrera va participar en diversos projectes audiovisuals, va estar encarregat de l'àrea cultural de Televisión Nacional de Chile durant les dècades de 1990 i 2000 i va ser membre del seu directori entre 2016 i 2017. En aquest canal, on va desenvolupar gran part de la seva carrera, va presentar els programes Cine video i Hora 25, i en va produir d'altres.

## Carrera
Va estudiar la seva educació secundària al Liceo de Aplicación del qual va diplomar en els anys setanta per a després ingressar a la carrera de periodisme a la Pontifícia Universitat Catòlica de Xile (PUC). Durant la dictadura militar va participar de mitjans de comunicació opositors al règim. Va ser editor de la revista Solidaridad, quinzenari creat per la Vicaría de la Solidaridad el 1976. Més tard va integrar l'equip del noticiari Teleanálisis, Més tard va integrar l'equip del noticiari.
Amb el retorn a la democràcia, a l'octubre de 1990, Góngora es va integrar a Televisión Nacional de Chile (TVN) per presentar el concert Desde Chile... un abrazo a la esperanza d’Amnistia Internacional i el programa cultural Cine video, que es va mantenir a l'aire fins a 2002, sota el nom Cine video + teatro. En 1993 va assumir com a encarregat de l'àrea cultural de TVN (posteriorment com a productor executiu de TVN Cultura), càrrec que va exercir fins a la seva sortida del canal el 2010. Va ser realitzador i productor de diversos programes culturals en TVN, com El mirador, El show de los libros (tots dos a través de la seva productora Nueva Imagen), Bellavista 0990, Perdidos en la noche, Revólver, Chile íntimo, i Frutos del país, entre d'altres, i també va ser presentador de Coyote (2003) i Hora 25 (2006-2010).
Ha realitzat documentals com Las armas de la paz, Los niños prohibidos i La semilla del viento. a ser productor executiu de les minisèries per a televisió de Raúl Ruiz Pino, La recta provincia (2007) —on va tenir un petit rol com a actor— i Litoral (2008). A més va conduir el programa Concierto Enfoque a Radio Concierto.
En 2011 va ingressar a estudiar a l'escola de coaching Newfield, on va treballar entre 2012 i 2015. A l'agost de 2016 va assumir com a membre del Directori de TVN —després de ser proposat per la presidenta Michelle Bachelet i aprovat pel Senat—, càrrec que va mantenir fins a abril de 2017, quan va anunciar la seva renúncia per motius de salut.
Góngora a més va ser acadèmic en la PUC, la Universitat de Xile, la Universitat Andrés Bello, la Universitat Finis Terrae, entre altres institucions.

## Vida personal
Es va casar amb Patricia Neut, amb qui va tenir dos fills, Javiera i Cristóbal. En 1997 va iniciar una relació sentimental amb l'actriu Paulina Urrutia, amb qui es va casar el 17 de juny de 2016.
La seva relació amb Urrutia va ser registrada per la documentalista Maite Alberdi en la pel·lícula La memoria infinita, estrenada al gener de 2023 al Festival de Cinema de Sundance.

## Malaltia i mort
El 2014, amb seixanta-dos anys, Góngora va ser diagnosticat amb la malaltia d'Alzheimer. Gradualment el seu estat de salut es va agreujar amb el pas dels anys, fins que al setembre de 2020, Paulina Urrutia va donar a conèixer que ell va començar a tenir quadres de demència, arribant a una deterioració de les seves funcions al 80%. A principis d'abril de 2022 va tenir una crisi espàstica, que el va deixar amb hospitalització domiciliària fins al 29 d'aquest mateix mes.
El 17 de maig de 2023, Góngora va entrar en estat de sopor, fins a morir el 19 de maig, als setanta-un anys d'edat. El decés va ser donat a conèixer aquest mateix dia per les xarxes socials del Centro Cultural Gabriela Mistral. La seva vetlla es va realitzar en la Parròquia San José de La Reina. El seu enterrament es va realitzar el 21 de maig al Parque del Recuerdo Américo Vespucio, després d'un festeig fúnebre que va passar per fora de l'Edifici Corporatiu de Televisión Nacional de Chile a Providencia, on els treballadors del canal li van rendir un homenatge.

## Obres

### Documentals
- Las armas de la paz
- Los niños prohibidos
- La semilla del viento

### Llibres
- Chile. La memoria prohibida
- Video alternativo y comunicación democrática
- La tele-visión del mundo popular

### Teatre
- Fidelia y Colombina (director)